# Bob Haggart

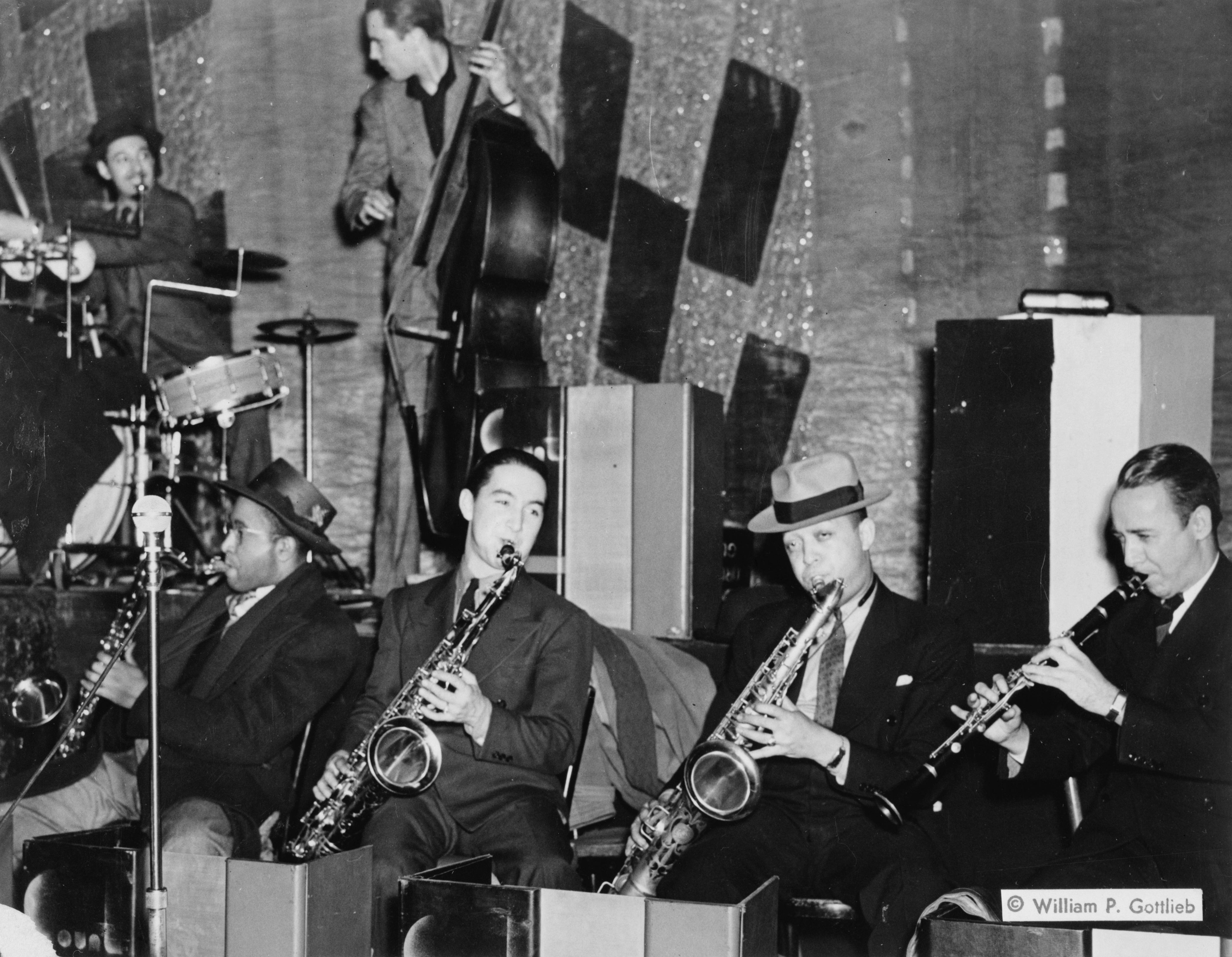
Ray Bauduc, Herschel Evans, Bob Haggart, Eddie Miller, Lester Young, Matty Matlock, Howard Theatre, Washington D.C., ca. 1941.
Fotografie von William P. Gottlieb.

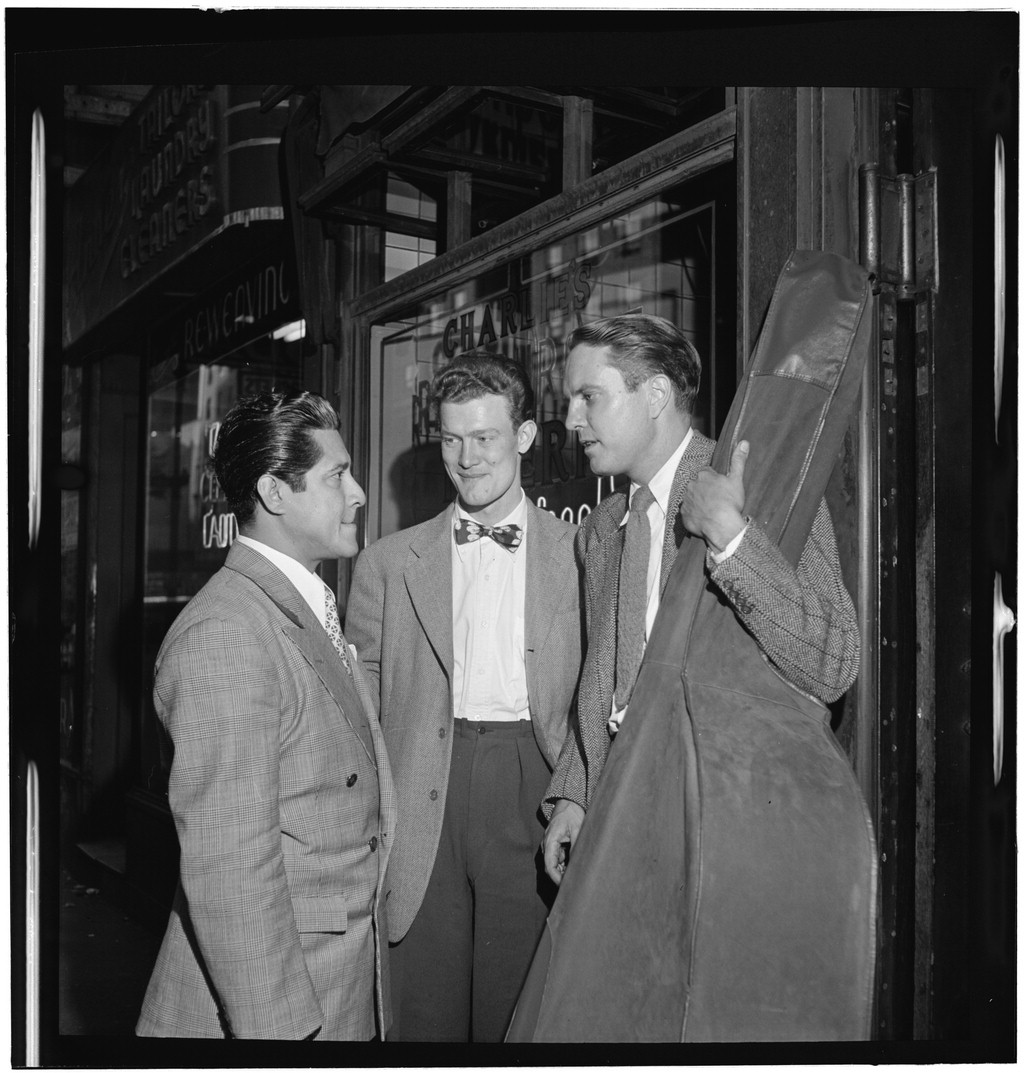
Bob Haggart (rechts) mit Gästen der New Yorker Bar Charlie's Tavern (Foto: Gottlieb, ca. 1947)

Robert Sherwood „Bob“ Haggart (* 13. März 1914 in New York City, N.Y., USA; † 2. Dezember 1998 in Venice, Florida) war ein US-amerikanischer Jazzmusiker (Kontrabass, Arrangement, Komposition). 

## Leben und Wirken
Der in Long Island aufwachsende Haggart lernte Banjo, Gitarre, Klavier und Trompete. Auf dem Kontrabass war er Autodidakt. Zwischen 1935 und 1942 spielte er als Bassist und arrangierte für die Bigband von Bob Crosby; daneben nahm er für Decca Duette mit dem Schlagzeuger Ray Bauduc auf („The Big Noise from Winnetka“, 1938). Für Crosby komponierte er u. a. die Songs „What’s New?“ „My Inspiration“ „Big Noise From Winnetka“ und „South Rampart Street Parade“. Er war dann in den Rundfunk- und Plattenstudios tätig, bevor er mit Yank Lawson zunächst eine Studioband im Dixieland-Stil und 1968 The World’s Greatest Jazz Band gründete; ihr gehörten u. a. Ralph Sutton, Jay McShann, Bud Freeman, Gus Johnson oder Nappy Lamare an. 1985 nahm er an Benny Goodmans Fernsehshow, Let's Dance, teil. 
Haggart nahm mit Connie Boswell, Judy Garland, Bing Crosby, Ella Fitzgerald (1943/47), Art Hodes, Eddie Condon, Louis Armstrong, Duke Ellington, Pee Wee Russell, Billie Holiday (1945/47) und Una Mae Carlisle auf. Im Bereich des Jazz war er zwischen 1935 und 1998 an 598 Aufnahmesessions beteiligt.